# He Laughs Last
He Laughs Last è un cortometraggio muto statunitense del 1920 diretto da Jess Robbins.